# Missinaibi Lake
Der Missinaibi Lake ist ein See an der Grenze zwischen Algoma und Sudbury District in der kanadischen Provinz Ontario.

## Lage
Der See liegt im Missinaibi Provincial Park, 20 km östlich von Missanabie und 60 km nordwestlich von Chapleau. Der Missinaibi Lake liegt auf einer Höhe von 346 m im Bereich des Kanadischen Schilds. Der See hat eine Y-Form mit drei Seearmen. Der südliche Arm hat eine Länge von 12 km, der nordwestliche Arm ist 18 km lang, der nordöstliche Arm erstreckt sich auf 32 km Länge. Die Seebreite liegt bei maximal 2 km. Der Missinaibi Lake wird vom Missinaibi River am Ende des nordöstlichen Arms entwässert. Wichtigster Zufluss ist der Little Missinaibi River.

## Freizeitaktivitäten
Der See wird für Freizeitaktivitäten wie Kanutouren und Angeln genutzt. Im See werden Glasaugenbarsch, Hecht, Amerikanischer Seesaibling und Heringsmaräne geangelt.